# Нубия

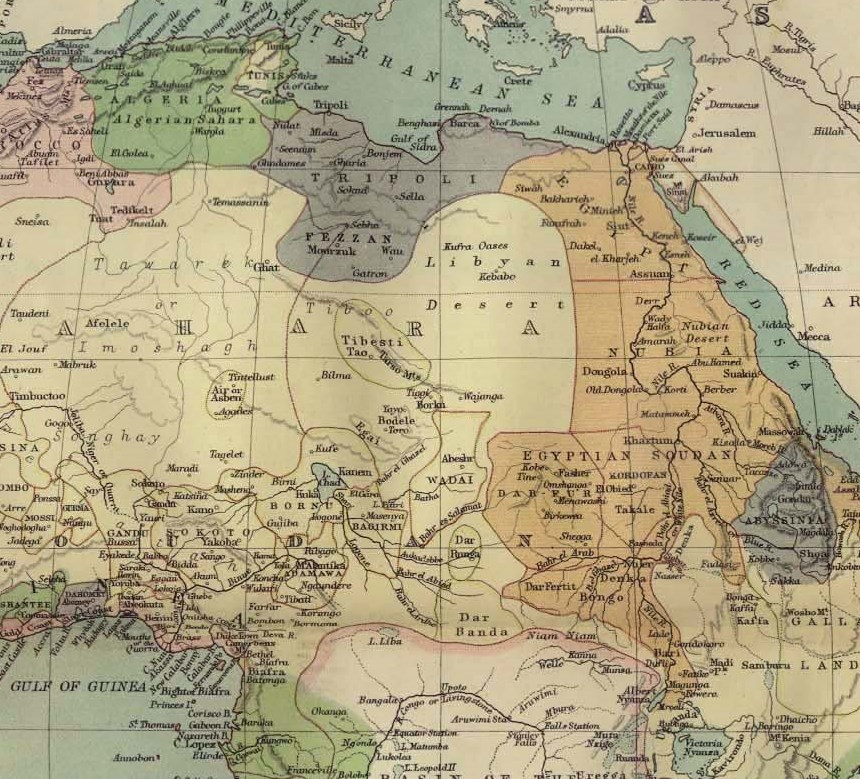
Нубия на карте Африки 1885 года

Ну́бия (араб. النوبة‎, Эн-Нуба) — историческая область в долине Нила, между первым и шестым порогами, то есть севернее суданской столицы Хартума и южнее Асуана в Египте.
В XIX веке границы Нубии определялись по-разному. По одной из интерпретаций к ней относилась вся область Нила к югу от Египта до Абиссинии и южнее, по другой — пространство между Асуаном и устьем Атбары, по третьей — область второго водопада, страна древних нобадов, или нубов («Уади Нуба»). Собственно Нубией называлась обычно область среднего течения Нила, до впадения Атбары и эфиопских предгорий, а более южная часть нильского бассейна (территория современного Судана, в XVIII веке — территория султаната Сеннар) называлась Верхней Нубией.
Название, возможно, происходит от древнеегипетского слова nub (копт. ⲛⲛⲟⲩⲃ) — золото. В древности на территории Нубии последовательно существовали различные культуры и государства, такие как царства Керма, Куш и другие. Столицей древних нубийских царств в то время в хронологическом порядке были города Керма, Напата и Мероэ. В VII—XIV веках здесь находилось несколько христианских государств нубийцев. Затем Нубия была исламизирована и частично заселена арабскими племенами. Нубия была источником рабов и природных богатств (золота и слоновой кости).
Современные нубийцы говорят на двух родственных языках нубийской ветви восточносуданской надсемьи — нобин (потомок старонубийского) и кенузи-донгола, а часть — только на арабском.

## История

### Древнейшая Нубия
История Нубии прослеживается вглубь веков на 5 тысяч лет и теснейшим образом связана с развитием египетской цивилизации, располагавшейся севернее. Древнеегипетская культура оказывала мощное воздействие на Нубию. Первые развитые сообщества обнаруживаются в Нубии во времена Египетской Первой династии (3100-2890 гг. до н. э.). Около 2500 г. до н. э. египтяне начали продвигаться на юг, и от них происходит большинство наших знаний о Нубии, северную часть которой египтяне называли Уауат, а южную — Куш. Самое сильное нубийское политическое образование на тот момент имело центр в Керме.
Египетская экспансия была временно остановлена упадком Среднего царства Египта и вторжением гиксосов, ставших союзниками нубийцев. После установления Нового царства к 1550 г. до н. э. египетская экспансия возобновилась, однако на этот раз она встретила организованное противодействие. Историки не уверены, оказали ли это противодействие отдельные города или одна объединённая империя. Также продолжаются споры, была ли государственность основана местными жителями или привнесена из Египта.
В результате египетского вторжения регион вновь стал владением Египта под контролем Тутмоса I, чья армия поддерживала власть благодаря ряду крепостей, часть которых была возведена ещё при Среднем царстве (например, Бухен). Нубия, вплоть до четвёртого и пятого порога Нила, была включена в состав Египта при XVIII династии Нового царства и на пять веков подчинена наместникам фараона, носившим титул царский сын Куша. С распадом Нового царства в районе 1070 гг. до н. э. Куш стал самостоятельным государством со столицей в Напата.

### Кушитское царство (Напата)
Территория Верхней Нубии от Мероэ до третьего порога Нила была объединена под властью Алары в период около 780—755 годов до н. э. Алара считался основателем нубийской царской династии своими наследниками — XXV, кушитской династией Египта. Царство увеличивало сферу своего влияния, и во время правления Кашты, последователя Алары, доминировало в южном Египте, в области Элефантина и даже Фив. Кашта принудил Шепенупет I, единокровную сестру фараона Такелота III, служившую Божественной Женой Амона, признать его дочь Аменирдис I своей наследницей. После этого события Фивы попали под фактический контроль Напаты. Власть царства достигла наивысшей точки во время правления Пианхи, наследовавшего Каште, который завоевал весь Египет к 20-летнему возрасту, и положил начало XXV династии.
Куш снова стал отдельным от Египта государством, когда ассирийцы вторглись в Египет в 671 году до н. э. Последним кушитским царем, который попытался восстановить контроль над Египтом, был Тануатамон, который потерпел сокрушительное поражение от ассирийцев в 664 г. до н. э. После этого влияние царства в Египте пошло на убыль и прекратилось к 656 году до н. э. когда Псамметих I, основатель XXVI династии, объединил весь Египет под своей властью. В 591 году до н. э. египтяне под руководством Псамметиха II вторглись в Куш, возможно, из-за того, что правитель Куша Аспелта подготавливал вторжение в Египет, разграбили и сожгли Напату.

### Мероитское царство

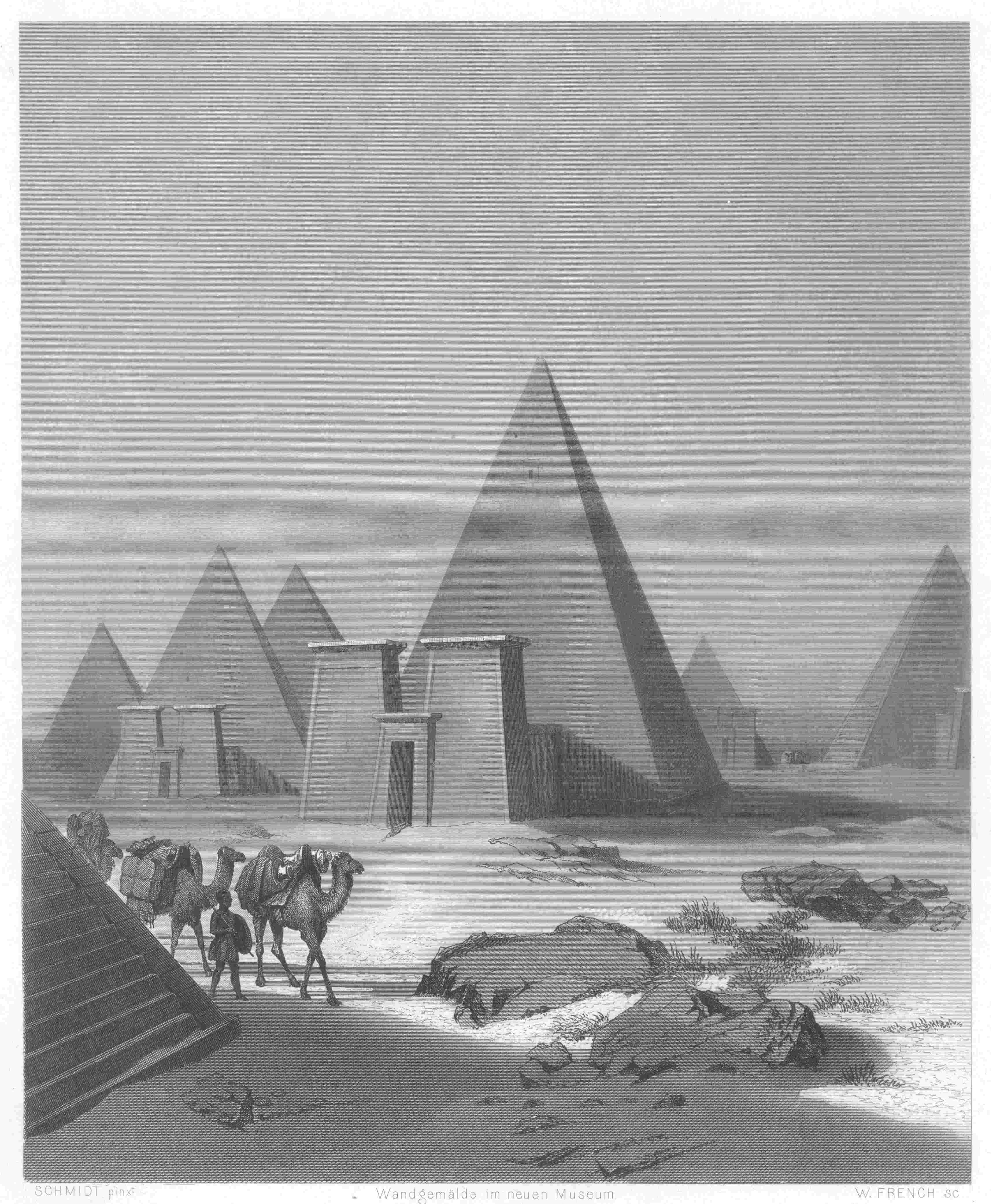
Пирамиды в Мероэ.

Из различных исторических источников следует, что последователи Аспелты перенесли столицу в Мероэ, далеко на юг от Напаты. Точное время переноса остается неясным, но многие историки считают, что это произошло в период правления Аспелты, в ответ на египетское вторжение в нижнюю Нубию. Другие историки считают, что перенос царства на юг был связан с добычей железа — вокруг Мероэ, в отличие от Напаты, располагались обширные леса, которые могли служить источником топлива для доменных печей. Кроме того, появление греческих торговцев в этом регионе значило для кушитов уменьшение зависимости от нильского торгового маршрута, теперь они могли торговать с греческими колониями на побережье Красного моря.
Альтернативная теория утверждает, что существовало два отдельных, но тесно связанных друг с другом государства, с центрами в Напате и Мероэ. Государство со столицей в Мероэ постепенно затмило своего северного соседа. К северу от Мероэ не найдено ничего похожего на царскую резиденцию, и, возможно, Напата была только религиозным центром. Однако, Напата определенно оставалась важным центром, цари короновались и погребались в ней даже в периоды, когда они жили в Мероэ.
Окончательный перенос столицы в Мероэ произошёл около 300 года до н. э., когда монархов стали хоронить там, а не в Напате. Существует теория, что этот перенос отражает освобождение монархов от власти жрецов Напаты. По сообщению Диодора Сицилийского, жрецы приказали мероитскому правителю по имени Эргамен совершить самоубийство, однако, он пренебрег традицией и, вместо этого, казнил жрецов.
В ранний период нубийцы использовали египетские иероглифы, но в мероитский период было разработано новое, до сих пор не полностью расшифрованное Мероитское письмо, применявшееся для записи мероитского языка. Страна торговала со своими соседями и продолжала строить монументы и гробницы.

Адрианова дорога на карте провинции Египет во времена императора Адриана.

В 23 году римский префект Египта, Гай Петроний, вторгся в Нубию в ответ на нубийское нападение на южный Египет. Он разграбил север страны, включая Напату, и вернулся в Египет.

### Христианская Нубия
К VII веку н. э. Нубия представляла собой небольшие разрозненные христианские царства (Алва, Мукурра, Нобатия) и другие территории.

### Мусульманская Нубия
В 640-х годах с севера, из Египта, начало проникать арабское влияние. Территория между Нилом и Красным морем была богата золотом и изумрудами, и сюда стали проникать арабские золотоискатели. Арабы принесли с собой ислам.
Около 960 года в восточной Нубии образовалось олигархическое государство во главе с верхушкой арабского племени рабиа. Другие арабские племена заселили Нижнюю Нубию, она была присоединена к Египту в 1174 году. В 1272 году правитель государства Донгола в союзе с крестоносцами напал на Египет, но потерпел поражение, и в 1275 году Донгола стала вассалом Египта.

## Религия

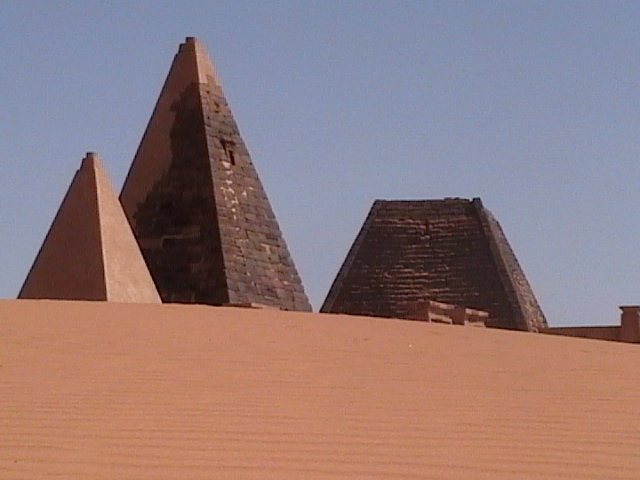
Пирамиды около Мероэ

После христианизации в VI веке церковь в Нубии, как и Эфиопская церковь, испытывала культурное и религиозное влияние Египта. Два северных царства региона — Нобатия и Макурия, со столицей в городе Донгола (в начале VIII в. они были объединены под единым правителем) — и южное нубийское царство Альва вскоре после своего обращения присоединились к монофизитскому лагерю. Интересно, что у нубийцев не было единого национального сознания: это были три отдельных царства, а их жители никогда не говорили о себе как о едином нубийском народе.
В результате арабских завоеваний Нубия оказалась отрезанной от всех контактов с Византией и вообще со всем христианским миром. И тем не менее ей в течение долгих веков удавалось сдерживать исламское наступление и сохранять своё христианство и свою политическую независимость. Нубия оставалась христианским регионом до самого конца средневековья.
Нубийская церковь управлялась коптской Египетской церковью. Все епископы назначались напрямую каирским патриархом и были ответственны только перед ним. Церковь в Нубии не была организована как автокефальное или даже автономное национальное образование: она рассматривалась как часть Коптской церкви. В результате из-за этого каирского контроля Нубийская церковь не смогла развить в народе чувства этнической солидарности, которое, как правило, было решающим фактором для выживания автокефальных национальных церквей. Когда нубийское христианство столкнулось с переменами политической и социальной структуры, столь необходимое организационное единство не смогло воплотиться в жизнь. Другим важным фактором, способствовавшим медленному умиранию и в конечном итоге исчезновению христианства к югу от Асуана, было отсутствие у Нубийской Церкви возможности для поддержания постоянных контактов с христианским миром за своими границами.
Хотя нубийская церковь подчинялась Каиру, коптский язык не стал её главным богослужебным языком. Интересно, что нубийская евхаристия (слегка переделанная версия литургии св. Марка) до XII в. служилась на греческом. Но параллельно, начиная с IX века, начал употребляться древненубийский язык. Монашество, которое в Египетской церкви играло важную роль, в Нубии было весьма малоизвестным феноменом: археологические раскопки обнаружили лишь малую горстку монастырей во всей огромной стране. Это тоже было показателем определенной слабости Нубийской церкви.
Главным фактором в исламизации Нубии стал начавшийся в X в. процесс скупки плодородных земель на севере страны египетскими арабами, что в конце концов привело к фактической независимости этих земель от центральных властей. Постепенно арабские мусульманские поселения продвигались на юг. Население смешивалось путём браков; интересно, что в таких случаях, как правило, избиралась вера новопришельцев.
В 1323 году правитель Макурии, крупнейшего из нубийских царств, принял ислам. Постепенно население последовало за своим правителем. Алуа оставалась христианским государством до начала XVI века. Именно в этом веке вся Нубия перешла под контроль исламских правителей, и древнее царство стало неотъемлемой частью арабского и исламского мира.

### Путешествия
- Burckhardt, «Travels in Nubia» (Л., 1819; в приложении перевод извлечений из арабских историков)
- Light, «Travels in Egypt and Nubia»
- Belzoni, «Voyage en Egypte et en Nubie»
- Caillaux, «V. à Meroe» (1826)
- Senkowski, в «Annales des voyages» (XII)
- Rüppel, «Reisen in Nubien etc.» (1829)
- Hoskins, «Travels in Ethiopia» (1833, важно для археологии)
- Норов, «Путешествие по Египту и Нубии» (СПб., 1840; важно для христианской археологии)
- Lepsius, «Briefe aus Aegypten und Aethiopien» (Б., 1852)
- Abeken, «Rapports sur les résultats de l’expédition prussienne dans la Haute N.» («Revue archéol.», III, 1)
- Combes, «Voyage en Egypte et en Nubie» (1846)
- Roberts, «Egypt and Nubia» (1846)
- Рафалович, в «Записк. Русс. Геогр. Общ.» (IV, 1)
- Ценковский, «Известия» того же общ. (1850)
- Ampère, «La N.» («Revue de D. Mondes», 1849)
- Hartmann, в «Ann. d. Voy.» (1863) и мн. др. b)

### История
- Quatremère, «Mém. s. la Nubie» («M. s. l’Egypte» II, 1811)
- А. В. Розов. «Христианская Нубия. Источники для истории христианства в Нубии» (Киев, 1890)
- Revillout, «Mém. s. les Blemmyes» (Пар., 1874—87) и статьи в «Revue Egyptologique»
- Lepsius, «Denkmäler aus Aegypten u. Aethiopien»
- Champollion, «Monuments de l’Eg. et de la Nubie» и мн. др. с)

### Язык
- Lepsius, «Nubische Gram.» (1880)
- Reinisch, «Die Nuba-Sprache» (1879, в серии «Sprachen NO Afrikas»)
- Erman, «Die Aloa-Iuschriften» («Aeg. Zeitscbr.», 1881)
- Schäfer, «Nubische Ortsnamen» и др. (ib., 1895)
- Brugsch, «Entzifferung d. Meroitischen Schriftdenkm.» (там же, 1887).